# ArXiv

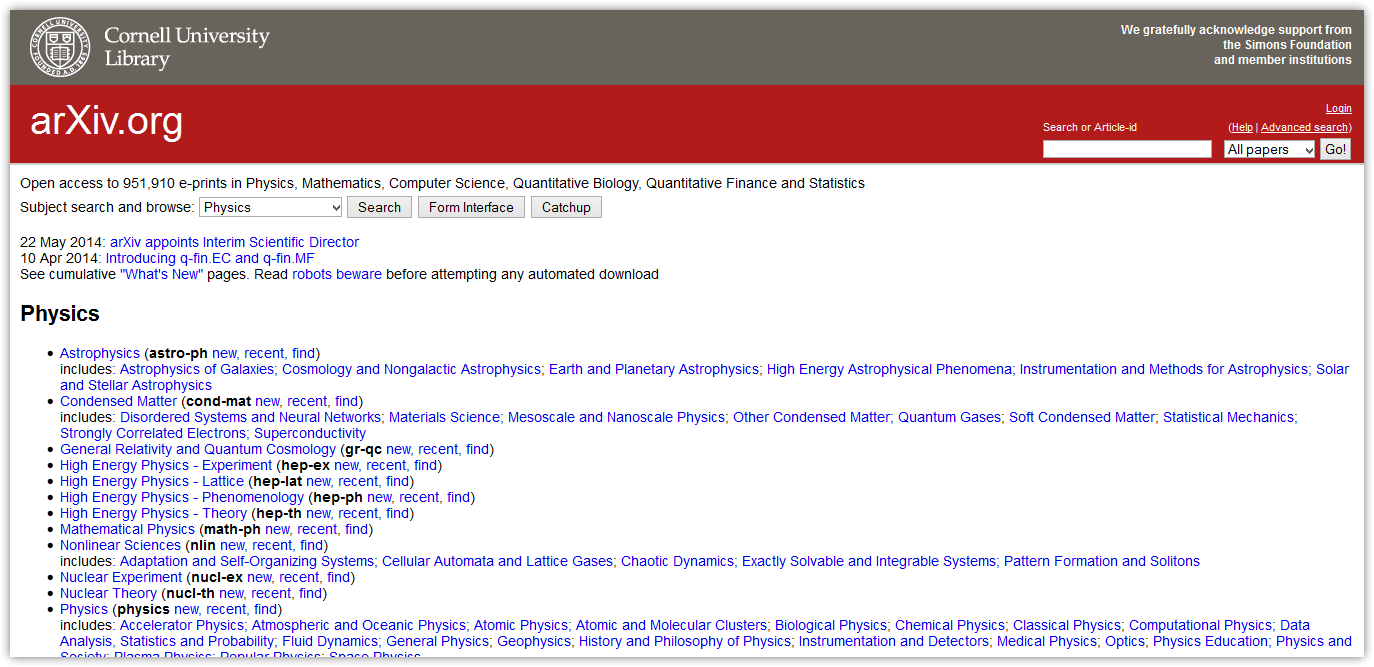
Screenshot stránky.

arXiv (vyslovuje se „archiv“, jako by „X“ představovalo řecké písmeno chí – Χ) je elektronický archiv preprintů vědeckých prací z oblasti matematiky, fyziky, informatiky a biologie, který je volně dostupný na internetu. V některých oblastech matematiky a fyziky jsou téměř všechny práce umístěny na arXivu.[zdroj?] Průměrně do tohoto archivu přibývá každý měsíc kolem čtyř tisíc nových prací.

## Historie
ArXiv vytvořil v roce 1991 Paul Ginsparg a zahájil jeho provoz jako archiv preprintů z fyziky, později byla zahrnuta astronomie, matematika, informatika, nelineární věda, biologie a také statistika. Brzy se ukázalo, že mezi jeho uživateli je poptávka po tom, aby tyto preprinty byly dostupné po dlouhou dobu. K označení těchto článků se začal používat termín e-print.
Původně byl znám jako LANL preprint archive a byl provozován národní laboratoří Los Alamos, nyní je hostován Cornellovou univerzitou.
Původně byl dostupný pod adresou xxx.lanl.gov, která byla v roce 1999 změněna na arXiv.org.